# Flávio Pinto de Souza
Flávio Pinto de Souza, mais conhecido como Flávio (Niterói, 12 de março de 1980), é um ex-futebolista brasileiro que atuava como lateral-direito.

## Carreira
Começou sua carreira no Fluminense, quando, na época, foi Campeão Mundial Sub-17 com a Seleção Brasileira, em 1997.
Posteriormente, atuou pelo Chernomorets da Rússia.
Jogou no Santos, onde foi reserva, e, em 2006, no Figueirense onde ajudou o seu time a se classificar para a Copa Sul-Americana de 2007.
Em 2007, foi contratado pelo Botafogo, mas seu baixo rendimento gerou sua dispensa em junho daquele ano.
Logo após a dispensa, o atleta acertou com o Asteras Tripolis, campeão da Segunda Divisão do Campeonato Grego, que era comandado pelo brasileiro Paulo Campos.
Passou ainda pelo Aris Salônica e, em 2011, foi contratado pelo Criciúma.